# Alfred Stingl
Pour les articles homonymes, voir Stingl.
Alfred Stingl, né le 28 mai 1939 à Graz où il meurt le 29 mai 2025, est un homme politique autrichien. Membre du SPÖ, il est maire de Graz de 1985 à 2003.

## Biographie
Alfred Stingl naît le 28 mai 1939 à Graz, dans une famille ouvrière.
Après avoir terminé sa scolarité, il commence son parcours professionnel par un apprentissage de typographe dans l'imprimerie Leykam.

### Politique
Il adhère au SPÖ styrien en 1962 en tant que membre fondateur de la « Junge Generation » (« Jeune Génération »). Sa carrière politique communale commence en 1968 avec son élection au conseil municipal. En 1973, il prend en charge le portefeuille de la jeunesse en tant que conseiller municipal. Le 10 janvier 1985, Alfred Stingl est élu maire de Graz. Son mandat se termine en 2003.

### Mort
Alfred Stingl meurt le 29 mai 2025, un jour après son 86e anniversaire.